# 덩리췬

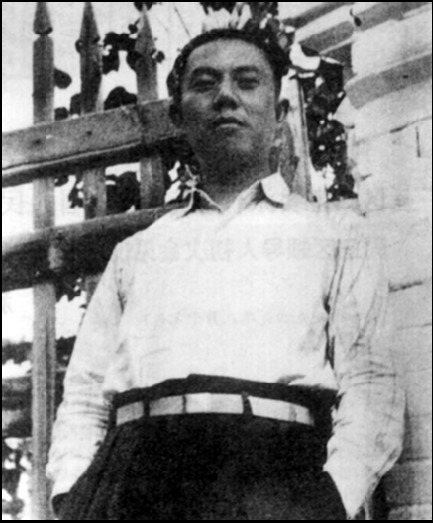
덩리췬 (1949년 8월 신장 위구르 자치구 이닝시에서 촬영)

덩리췬(중국어 간체자: 邓力群, 정체자: 鄧力群, 1915년 11월 ~ 2015년 2월)은 중화인민공화국의 전 마르크스-레닌주의 혁명가, 신장위구르자치구 등의 반봉건주의 인민 민주 혁명가, 마오쩌둥주의 정치가, 이론가이다.

## 생애
중화민국 후난성 천저우시 구이둥현 태생의 학생 운동가, 마르크스-레닌주의 혁명가. 베이징 대학 경제학과에 다니면서 청년 마오쩌둥주의자(리다자오, 취추바이, 루쉰, 저우언라이, 마오쩌둥, 마오둔 등의 공산주의 민주 선봉 혁명 투쟁을 학생 운동의 전범으로 삼아서 마르크스-레닌주의, 마오쩌둥주의 민주 혁명 운동을 호위한 베이징대 중심의 학생 운동 세력. 문혁이나, 이후의 1989년 톈안먼 사건에서의 시위 운동에서도 이들의 활동이 보인다)로 학생 운동에 투신, 1936년 1월 중국 공산주의 청년단, 4월 중국 공산당에 입당하였으며, 1937년에는 중화소비에트공화국의 피난처가 된 옌안을 방문하여 마르크스-레닌주의 학원 (원장: 장원톈) 교사로 활동하였다.
1945년 제2차 세계 대전 종전 이후에는 둥베이 지역에 건너가 공산당 해방구 건설에 참여하였고, 1949년 중공 정권 성립 전에는 신장 위구르 자치구에서 공산주의 혁명 활동을 했다. 마오쩌둥과 저우언라이 하에서 1958년~1966년 중국 공산당 기관지 <훙치(紅旗)> 상임 편집위, 부총편집 등을 맡았고, 1959년 이후 <마오쩌둥 선집(毛澤東選集)> 편집위원 (편집위 부주임: 캉성)으로 제4권의 교열 등 다수의 당문헌 출간 사업에 참여하였다. 1977년 중국사회과학원 부원장. 덩샤오핑•후야오방 정권에서 1982년 중국 공산당 중앙서기처 서기, 1982년 중국 공산당 중앙선전부 부장, 1987년 이후 중국 공산당 중앙고문위원회 위원 등으로 활동하였다.
그는 문화대혁명 종료 후, 후야오방•자오쯔양 정부에서 중국 공산당 중앙 선전부 부장으로서 1980년대에 마오쩌둥과 천두슈, 루쉰, 리다자오, 취추바이 등을 비롯한 중국 공산당 내 마르크스-레닌주의 혁명의 정통적 계승자의 하나로서, 반정신오염 청년 군중 운동을 전국적으로 적극 전개함으로써 중국 내 '반부패 운동'에서 지도적 인사로 활약하였다. 
그러나 덩샤오핑의 개혁 개방으로 촉발된 마르크스-레닌주의적 역사 허무주의 (소외) 담론과 잉여 성원들의 계속적인 발생에 있어서의 그의 중국 공산당 내 오랜 정치적 이데올로기 우위와 퇴임 후 그의 중공 고문위원회에서의 정치적 입지는 마침내는 후야오방 전 중국 공산당 총서기의 죽음 이후로 벌어지게 된 1989년 천안문 사건에서 중공 학생들의 전국적 청년 마오쩌둥주의 반부패 시위 운동을 무분별하게 확대시키는 데 적지 않은 영향을 끼치기도 했다.